# Raymond Bass
Raymond Henry „Benny“ Bass (* 15. Januar 1910 in Chambersville, Arkansas; † 10. März 1997 in Los Angeles, Kalifornien) war ein US-amerikanischer Turner und Rear Admiral der US Navy.

## Werdegang
Raymond Bass gehörte 1932 zur US-amerikanischen Delegation bei den Olympischen Spielen in Los Angeles. Bei diesen trat er in der Disziplin Tauhangeln an, in der insgesamt fünf Turner an den Start gingen, davon drei aus den Vereinigten Staaten und zwei aus Ungarn. Die drei US-Amerikaner belegten abschließend auch die ersten drei Plätze. In seinen drei Versuchen erklomm Bass gleich bei seinem ersten in einer Zeit von 6,7 Sekunden das Seil am schnellsten und schlug damit knapp William Galbraith, der in seinem zweiten Versuch 6,8 Sekunden benötigte. Der drittplatzierte Thomas Connolly kam mit 7,0 Sekunden knapp nicht an die Zeiten von Bass und Galbraith. Damit wurde Bass vor Galbraith und Connolly Olympiasieger und erhielt die Goldmedaille. Für diesen Erfolg wurde Bass 1959 in die Hall of Fame des US-amerikanischen Turnverbandes aufgenommen.
Bass war bereits zum Zeitpunkt seiner Olympiateilnahme Angehöriger der United States Navy. 1927 schrieb er sich an der United States Naval Academy in Annapolis ein und schloss diese 1931 als Ensign ab. Während des Zweiten Weltkriegs war er unter anderem U-Boot-Kommandant der Plunger und erhielt für seine Verdienste im Pazifikkrieg zahlreiche Auszeichnungen, darunter zweimal das Navy Cross, die Legion of Merit sowie den Silver Star und die Bronze Star Medal. Von Februar 1945 bis Januar 1946 kommandierte er die Runner, ein weiteres U-Boot, darüber hinaus war er jeweils für kurze Zeit Kapitän der Rockbridge, einem Amphibischen Angriffsschiff, und der Bremerton, einem Schweren Kreuzer der Baltimore-Klasse. Dazwischen übte Bass verschiedene Stabsfunktionen beim Chief of Naval Operations aus. Nach seiner Versetzung in den Ruhestand am 1. November 1959 wurde Bass aufgrund seiner zahlreichen Kampfauszeichnungen in den Rang eines Rear Admirals befördert.